# Tribunal de circuit
Els tribunals de circuit (en anglès, «circuit courts») són un tipus de tribunals habitual en el dret anglosaxó, o «common law». Originàriament aquest sistema es basava en el concepte de jutges itinerants que visitaven i impartien justícia a diferents localitats del seu districte seguint un circuit pre-establert, per exemple anualment. El terme també pot fer referència a corts judicials, itinerants o no, que jutgen casos procedents de diferents localitats seguint un sistema de rotació.
Aquest sistema ha evolucionat amb el temps i segueix parcialment vigent països com ara el Regne Unit, els Estats Units d'Amèrica, el Canadà o la República d'Irlanda. Als Estats Units el terme s'usa de manera anacrònica per referir-se a les Corts d'Apel·lacions, el sistema judicial jeràrquicament superior als tribunals de districte que va substituir els antics tribunals de circuit. Al Canadà segueixen existint-hi tribunals itinerants amb aquest nom, que donen servei a regions poc poblades del territori de Nunavut.
El sistema de tribunals de circuit es va desenvolupar a Anglaterra a partir de l'edat mitjana. Durant l'expansió dels Estats Units cap a l'oest americà, era habitual que un jutge viatgés a cavall per jurisdiccions properes a la frontera, acompanyat d'un grup d'advocats. Per exemple, abans d'esdevenir president, Abraham Lincoln va treballar com a advocat itinerant al circuit Illinois.